# Casa Asia
Casa Asia es un consorcio público creado en 2001 e integrado por el Ministerio de Asuntos Exteriores, Unión Europea y Cooperación, la Generalidad de Cataluña y los Ayuntamientos de Barcelona y de Madrid. Esta institución tiene su sede en Barcelona, y cuenta con un centro en Madrid. 
Casa Asia tiene por objetivo contribuir a un mejor conocimiento y al impulso de las relaciones entre las sociedades de Asia, el Pacífico y España en el ámbito institucional, económico, cultural, y educativo, además de facilitar el intercambio de culturas, ideas y proyectos de interés común.
En toda su trayectoria, Casa Asia se ha convertido en un referente y lugar de encuentro con una de las regiones más dinámicas del mundo: Asia-Pacífico.

## Actividades y servicios
Casa Asia promueve proyectos para favorecer la internacionalización de las empresas españolas en Asia; analiza la actualidad asiática por medio de conferencias; difunde la diversidad de la cultura asiática y las artes escénicas mediante exposiciones, presentaciones de libros y ciclos de cine;  educa en lenguas y disciplinas asiáticas con un amplio abanico de cursos y talleres, y acerca esta realidad a los más pequeños a través de la Escuela de Bambú,  proyecto de educación intercultural e inclusivo.
También pone en marcha proyectos en común con las comunidades asiáticas residentes en España, colabora en iniciativas que defienden la diversidad e interculturalidad, y se implica en foros bilaterales con países asiáticos, entre otras muchas actividades.
La institución cuenta con una Mediateca, centro de información y documentación multimedia especializado en la región de Asia y el Pacífico.
Las actividades de Casa Asia se financian con las aportaciones de las cuatro instituciones que forman parte del Consorcio (Ministerio de Asuntos Exteriores, Unión Europea y Cooperación, Ayuntamiento de Barcelona, Ayuntamiento de Madrid y  Generalidad de Cataluña), así como con subvenciones, patrocinios y otros ingresos obtenidos por el consorcio.

## Sedes
La sede de Casa Asia se encuentra en el Recinto de Can Tiana, distrito 22@, en la c/ Bolivia, 56 de Barcelona desde noviembre de 2018. Se trata de la  tercera sede en la trayectoria de Casa Asia, que abrió sus puertas por primera vez en el Palacio del Barón de Quadras (2003-2013), y se trasladó posteriormente a uno de los pabellones del Recinto Modernista de Sant Pau (2013-2018).  El centro de Casa Asia en Madrid está ubicado en la 2ª planta del Palacio Cañete, c/Mayor 69.

## Alto patronato
Casa Asia también cuenta con un patronato que está formado por las siguientes empresas e instituciones: Ayuntamiento de Valencia, Hyundai, Fundación ACS, Puerto de Barcelona, La Caixa, La Roca Village y las Rozas Village, Fundación Instituto Confucio de Barcelona, Japan Foundation y Crowne Plaza.